# Musulâmios

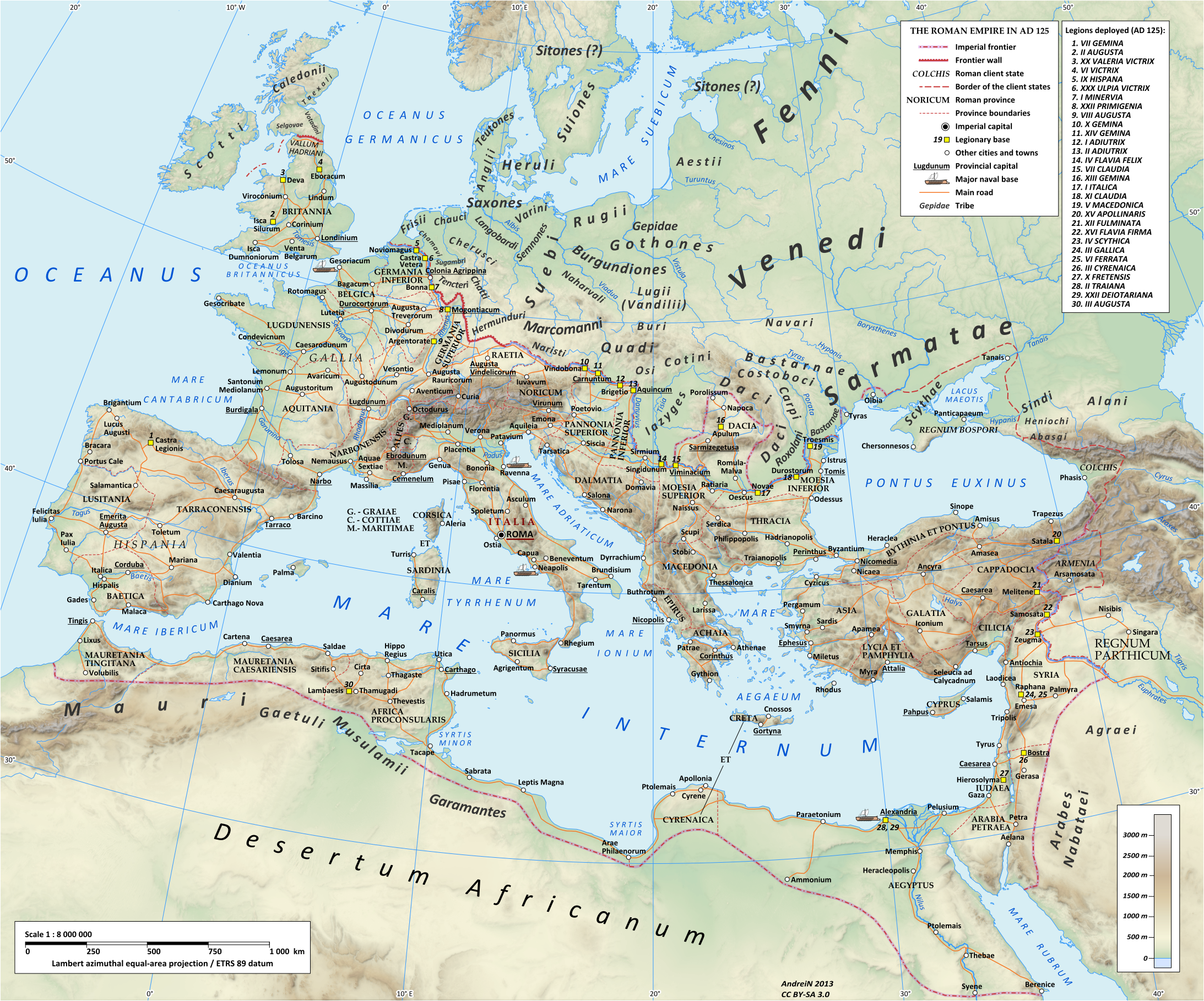
O Império Romano na época de Adriano r., mostrando a localização dos musulâmios, que na época habitavam as regiões desérticas dos modernos estados da Tunísia e Argélia

Musulâmios (em latim: Musulamii) eram uma confederação de tribos getulas falantes do berbere do povo mauro que habitava as regiões desérticas que hoje compõem as regiões de Chotts na Tunísia e na Argélia, além da província romana da Mauritânia Cesariense, que foi anexada ao Império Romano em 44. Eles devem ser reconhecidos como subdivisões de um mesmo povo e não como entidades separadas, como descreveu Júnio Bleso, que descreve a guerra contra Tacfarinas como sendo contra os "povos getulos" (Gaetulas Gentes).

## Região
Originalmente ficava entre Sica e Teveste. Por conta dos constantes distúrbios provocados pelos musulâmios, o governo romano na região decidiu aumentar sua influência sobre a tribo e colocá-la sob controle. Assim, eles foram confinados em um conjunto de terras determinado pelas fronteiras das colônias de veteranos de Amedara, Mauduro e Teveste, onde foram forçados a aprender técnicas agrícolas sedentárias que eram completamente inapropriadas para aquele tipo de terreno. A região delimitada tinha provavelmente cerca de 80 quilômetros quadrados, o que deixava claro que o melhor de suas terras haviam sido tomadas pelas novas colônias. O musulâmios eram nômades e a mudança teve grande impacto sobre seu estilo de vida. Porém, há evidências de que nem todas as tribos musulâmias estavam na região e que algumas unidades nômades ainda percorriam a região ao sul dos montes Tébessa.

## História militar
Os musulâmios tiveram seu primeiro grande envolvimento com os romanos durante as Guerras Gétulas, que duraram de 3 a 6 d.C., na qual tiveram apenas um papel marginal. Em 17, os musulâmios, liderados por Tacfarinas, se revoltaram com os romanos por causa da construção de uma estrada pela III Augusta atravessando seu território. A eles se juntaram os getulos e os vizinho garamantes, o que resultou na maior guerra na região da moderna Argélia no Norte da África romano durante todo o período de ocupação romana.
Depois da derrota, em 24, os musulâmios desapareceram dos registros militares romanos.